# SGI Indy
Die Indy war eine Grafik-Workstation von Silicon Graphics Inc. (SGI) und kam in den USA im September 1993 auf den Markt. Das Gerät wurde damals als erschwinglicher Einstieg in die Welt der 2D- und 3D-Grafikworkstations angepriesen. Die Indy war äußerlich recht auffällig aufgrund ihres sehr flachen, leuchtend blauen Desktop-Gehäuses aus Recycling-Kunststoff, dessen Form sich aus zwei leicht gegeneinander verdrehten Halbschalen ergab. Die intensiv blaue bzw. violette Gehäusefarbe hatte sie mit den anderen Vertretern der damaligen, MIPS-basierten Workstation-Reihe von SGI (u. a. SGI Challenge, SGI Indigo, Indigo2 Impact, SGI Onyx, SGI O2), gemein.
Die Indy verwendete wie alle damaligen SGI-Workstations das Betriebssystem IRIX, eine UNIX-Variante mit einem auf dem X Window System basierenden GUI. Diese Workstations waren für besonders hohe 2D- und 3D-Grafikleistung konzipiert und damit für Visualisierungs- und Bildsynthese-Anwendungen in Forschung, Entwicklung und in der Unterhaltungsindustrie prädestiniert. Die Indy bot eine Grafikleistung, die die Möglichkeiten der damals verfügbaren PC-Hardware weit überstieg; allerdings etablierte sich nur wenige Jahre später hochleistungsfähige 2D- und 3D-Beschleunigerhardware für gewöhnliche Desktop-Computer (zunächst Intel-basierte PCs, kurz darauf auch Apple Macintosh), so dass diese bald in der Lage waren, die Leistung der SGI-Spezial-Hardware zu erreichen und schließlich auch zu überholen. Gemessen an der 3D-Leistung heutiger Grafikkarten ist die 3D-Grafikleistung der Indy eher als rudimentär zu bezeichnen, wobei auch damals schon relativ leistungsfähige 2D-Grafikbeschleunigung zum Einsatz kam. Als die Indy in den USA vorgestellt wurde, waren Komplettsysteme einschließlich Monitor ab etwa 5000 US-$ erhältlich.

## Hardware
SGI verwendete in ihren damaligen Workstations ein Modulkonzept; so waren auch bei der Indy sowohl CPU als auch Grafikhardware auf austauschbaren Bausteinen untergebracht. Die verfügbaren CPU-Module waren mit MIPS-Prozessoren vom Typ R4000, R4600, R4400 und R5000 bestückt, wobei der R4000 das leistungsschwächste Ende der Reihe darstelle. R4000 und R4600 waren jeweils in einer SC- und PC-Variante erhältlich, womit die Cache-Ausstattung unterschieden wurde; dabei stand SC für secondary cache (L2-Cache) und PC für primary cache (L1-Cache). Der SC-Typ enthielt einen L2- und L1-Cache und war damit leistungsstärker als der PC-Typ, der nur über einen L1-Cache verfügte. Die CPUs arbeiteten mit Taktfrequenzen von 100 MHz bis 200 MHz; so gab es z. B. eine R4600-Platine mit 133 MHz. Rechner mit neueren Prozessoren, wie dem R5000, waren bei gleicher Taktfrequenz wesentlich schneller als Geräte mit älteren Prozessoren.
Es gab preiswerte Grafikmodule, die nur 8-Bit-Farben darstellen konnten, bis hin zu High-End-Modulen mit 24-Bit-Farbfähigkeit (Echtfarben) und einfacher 3D-Hardwarebeschleunigung. Die Grafikmodule konnten ihrerseits mit Tochtermodulen für zusätzliche Grafikfähigkeiten bestückt werden, so z. B. für die Videoausgabe oder erweiterte 3D-Grafikbeschleunigung (XZ Graphics mit bis zu 4 Geometrie-Engines, allerdings ohne Texturspeicher).
Die Indy verwendete 72-polige einreihige RAM-Bausteine (SIMM) mit bis zu 32 MB Kapazität und bot Platz für 2 Bänke zu je 4 SIMMs, so dass die Indy auf 256 MB Arbeitsspeicher ausgebaut werden konnte.
Im Gehäuse befanden sich zwei 3,5″-Laufwerksschächte für SCSI-Massenspeicher, die über 50-polige Flachbandkabel angeschlossen wurden. Im unteren Schacht befand sich die Festplatte; im oberen üblicherweise ein sogenanntes Floptical-Laufwerk, ein Hybridlaufwerk, das sowohl gewöhnliche 3,5″-Disketten als auch spezielle Floptical-Disketten mit 21 MB Kapazität beschreiben und lesen konnte. Weder konnte sich die Floptical-Technik etablieren, noch arbeitete das Laufwerk mit normalen Disketten besonders zuverlässig.

## Anschlussmöglichkeiten
Die Indy geizte nicht mit Anschlüssen, insbesondere für Video-/Audioein- und -ausgabe, und bot darüber hinaus einige Möglichkeiten zum Anschluss von Spezial-Hardware für 3D-Visualisierungszwecke. Je nach Ausstattung können an einer Indy folgende Anschlüsse zu finden sein (auf der Gehäuserückseite von oben nach unten und links nach rechts):
- oben:
  - GIO32 Slot 1 (hier leer)
  - GIO32 Slot 0 (hier mit zusätzlichem SCSI-2-Anschluss)
- Mitte:
  - Stereo Sync Signal: 3D Specs Connector zum Anschluss einer LCD-Shutterbrille, um Monitorbilder stereoskopisch betrachten zu können
  - 13W3 Monitor-Videoausgang: 13W3-VGA-Anschluss
  - AUI-Ethernet
  - PS/2 Maus (die meisten Programme, insbesondere 3D-Grafikanwendungen, erforderten eine 3-Tasten-Maus)
  - 8 Pin Mini-DIN serielle Schnittstelle 1
  - DB-25 Parallelport
- unten:
  - Mikrofon
  - Line-In
  - Line-Out
  - Kopfhörer
  - AES Digital Ein-/Ausgang
  - Composite Video Eingang
  - S-Video Eingang
  - IndyCam Eingang: der 60-Pin SGI Digital Video Connector ist eigentlich für zwei Video-Anschlüsse vorgesehen, die IndyCam-Variante unterstützt allerdings nur den ersten Eingang.
  - ISDN (S/T Interface, hier abgeklebt)
  - 10BASE-T-Ethernet
  - PS/2 Tastatur
  - 8 Pin Mini-DIN serielle Schnittstelle 2
  - SCSI-2 Anschluss 0 (High Density, 8 Bit Busbreite, Narrow, Single-ended)

Die Videofähigkeiten waren für die damalige Zeit hervorragend:
- Mit der Videohardware konnte die Indy Videosignale aufzeichnen und daraus QuickTime- und MPEG-Videodateien erzeugen.

- Die Indy wurde serienmäßig mit einer einfachen Videokamera ausgeliefert, sehr ähnlich heutiger Webcams. Auch die weniger leistungsfähigen Indys konnten das Signal dieser Kamera mit dem Programm Capture in Echtzeit aufzeichnen und daraus Einzelbilder oder Videodateien erstellen. In Verbindung mit der Netzwerkkonnektivität konnte die Indy so bereits damals auch für Videokonferenzen eingesetzt werden.
- IndyPresenter: Optional war ein ca. 12″ (ca. 30 cm) großer transparenter Flüssigkristallbildschirm in zwei Varianten erhältlich, die sich nur in der Auflösung (1024×768 oder 1280×1024 Pixel) unterschieden. Mit Hilfe eines Tageslichtprojektors konnte das Display zur Videoprojektion oder mit der (abnehmbaren) Hintergrundbeleuchtung als Monitor verwendet werden. Zum Anschluss des Displays war eine spezielle Erweiterungskarte notwendig, die auf die Grafikkarte aufgesteckt war. Das Display konnte daher nur in Verbindung mit der Indy, Octane oder O2 betrieben werden. Für den Film Twister wurde aus einem IndyPresenter die Attrappe eines SGI-Laptops gebaut.